# آسكران
آسكران هي بلدة تقع مقاطعة أسكيران في جمهورية أرتساخ بحكم الأمر الواقع.